# Mausoleo dei Piast di Slesia

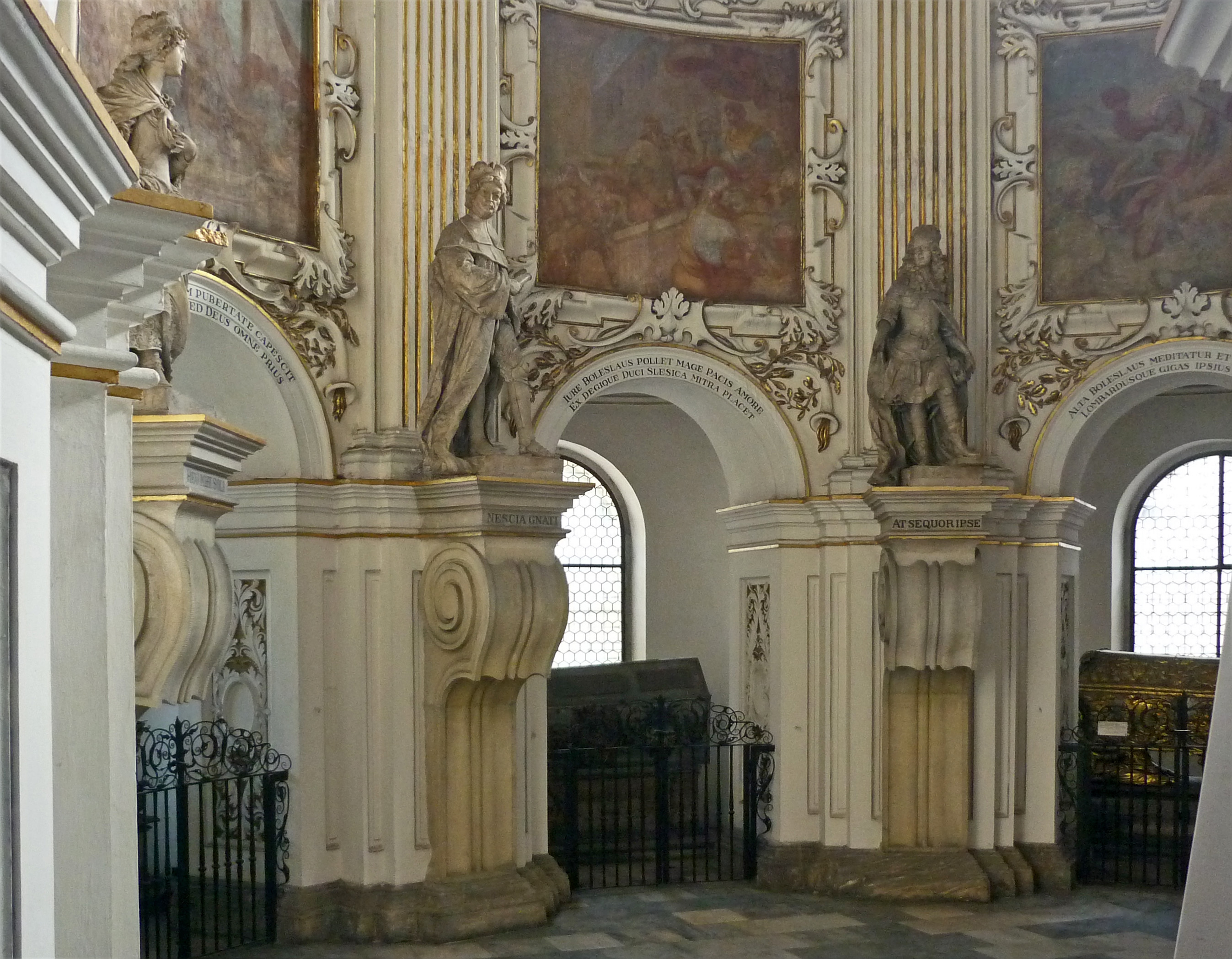
Interno del mausoleo

Il  mausoleo dei Piast di Slesia è un mausoleo dei principi di Legnica-Brzeg, situato presso la chiesa di San Giovanni Battista a Legnica. La cappella fu edificata grazie all’adattamento e alla ricostruzione del presbiterio gotico dell’ex chiesa calvinista di Legnica.

## Storia
La cappella, edificata negli anni 1677-1679, ha una forma ottagonale. È coperta da una cupola con un magnifico decoro barocco. La decorazione, realizzata dall'artista slesiano Maciej Rauchmüller, si divide in tre zone: nella zona superiore si trova un affresco raffigurante il dio greco Elio che ferma il suo carro davanti alla costellazione del Cancro, mentre nelle due inferiori si vedono delle scene attinte dalla storia della dinastia dei Piast.
Nelle cinque nicchie della parte inferiore della cappella ci sono i sarcofagi di Louise, Cristiano, Sofia Elisabetta, Giorgio Guglielmo e Luigi IV. Sopra le nicchie si collocarono le statue degli ultimi esponenti della famiglia principesca: Giorgio Guglielmo, Louise, Cristiano e Carolina.
Sotto il pavimento della cappella si trova una cripta grande con le bare degli altri membri della linea di Legnica-Brzeg dei Piast, sepolti originariamente dal Cinquecento al Seicento, in una chiesa che oggi non esiste più.  Oggi, la cappella è contigua al muro orientale dell’ex chiesa gesuita, attualmente francescana, eretta all’inizio del Settecento. Il mausoleo fu fondato dopo la morte del principe Giorgio Guglielmo, grazie all’appoggio di sua madre, Louise von Anhalt-Dessau (Ludwika Anhalcka), in quanto commemorazione degli ultimi esponenti della dinastia dei Piast.